# Файзобод (Зарбдорський джамоат)
Файзобо́д (тадж. Файзобод) — село у складі Хатлонської області Таджикистану. Входить до складу Зарбдорського джамоату Кулобського району.
Назва означає благоустроєний щедрістю. Колишня назва Зарбдор.
Населення — 2131 особа (2010; 2079 в 2009).